# Diccionario panhispánico de dudas
Pour les articles homonymes, voir DPD.
Le Diccionario panhispánico de dudas (DPD) — littéralement, le dictionnaire panhispanique de doutes — est une œuvre élaborée par les membres des 23 académies de la langue espagnole dans le but de résoudre les doutes liés à l'usage de la langue espagnole dans toute la communauté hispanophone. De la même manière que le dictionnaire, la grammaire espagnole et l'orthographe publiés par la Real Academia Española, il a un caractère normatif. La première édition fut publiée en 2005.
L'initiative fut au départ une réponse aux 50 000 questions annuelles, soit environ 300 quotidiennes, qui parvenaient aux différentes Académies de langue portant sur l'usage correct de l'idiome.
Il se compose :
- du dictionnaire proprement dit ;
- d'un ensemble de cinq annexes sur les symboles, abréviations, modèles de conjugaison verbale et gentilés ;
- d'un glossaire de termes linguistiques ;
- d'un registre des sources citées.

Quelques spécialistes ont débattu à propos de différents aspects de l'œuvre, tant en ce qui concerne les solutions adoptées qu'au niveau de son caractère normatif (parce qu'il décrit bien souvent plusieurs variantes, sans proposer de règles ni de solutions) et de ses contradictions, internes ou bien avec d'autres ouvrages normatifs également publiés par la RAE, comme l'orthographe et le dictionnaire. On a également critiqué l'absence de sources citées alors qu'il en existe de nombreuses et que certaines ont été prises en compte dans sa rédaction.